# Morimus assamensis
Morimus assamensis är en skalbaggsart som beskrevs av Stefan von Breuning 1936. Morimus assamensis ingår i släktet Morimus och familjen långhorningar.
Artens utbredningsområde är Tibet. Inga underarter finns listade i Catalogue of Life.